# Bryopelta variabilis
Bryopelta variabilis är en svampart som beskrevs av Döbbeler & Poelt 1978. Bryopelta variabilis ingår i släktet Bryopelta, klassen Dothideomycetes, divisionen sporsäcksvampar och riket svampar.  Arten är reproducerande i Sverige. Inga underarter finns listade i Catalogue of Life.